# Hwanghae Norte
Hwanghae Norte (Hwanghae-bukto; 황해 북도; 黃海北道) é uma província da Coreia do Norte. Sua capital é a cidade de Sariwon. É uma província predominantemente rural, e a maioria de sua população economicamente ativa se dedica à agricultura.